# Luz, Minas Gerais
Luz  este un oraș în Minas Gerais (MG), Brazilia.